# Sulfoni
Un ió sulfoni (en anglès i en francès: sulfonium) és un ió carregat positivament (un "catió") constituït per un àtom de sofre enllaçat amb tres substituents orgànics. Els ions sufoni tenen ña fórmula general [SR3]+. Amb un contraanió formen les sals de sulfoni. Normalment se sintetitzen per la reacció dels tioèters amb halur d'alquil. Per exemple, la reacció de sulfur de dimetil amb iodometà dona iodur de trimetilsulfoni:
CH
3–S–CH
3 + CH
3–I → (CH
3)
3S+
 + I−

Els sulfonis, específicament en les espècies químiques de metionini, estan àmpliament distribuïts a la natura, on són una font del radical adenosil, el qual participa en la biosíntesi de diversos compostos.